# Kiki of Paris
 (octobre 2012).
Si vous disposez d'ouvrages ou d'articles de référence ou si vous connaissez des sites web de qualité traitant du thème abordé ici, merci de compléter l'article en donnant les références utiles à sa vérifiabilité et en les liant à la section « Notes et références ».

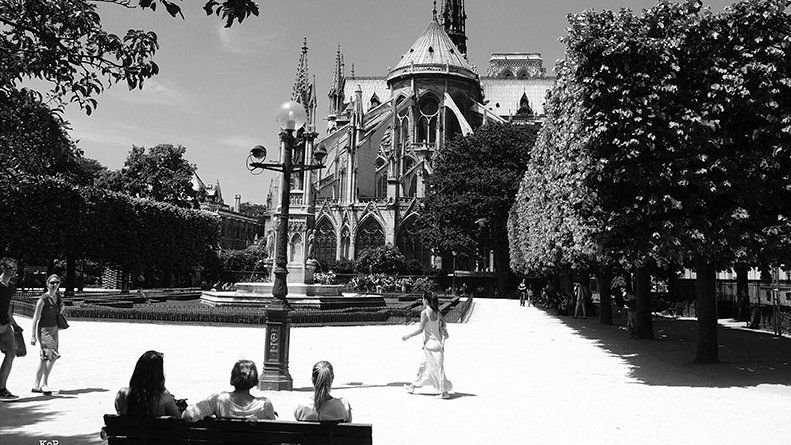
Photographie Kiki of Paris "Revoir Paris" 2013 France

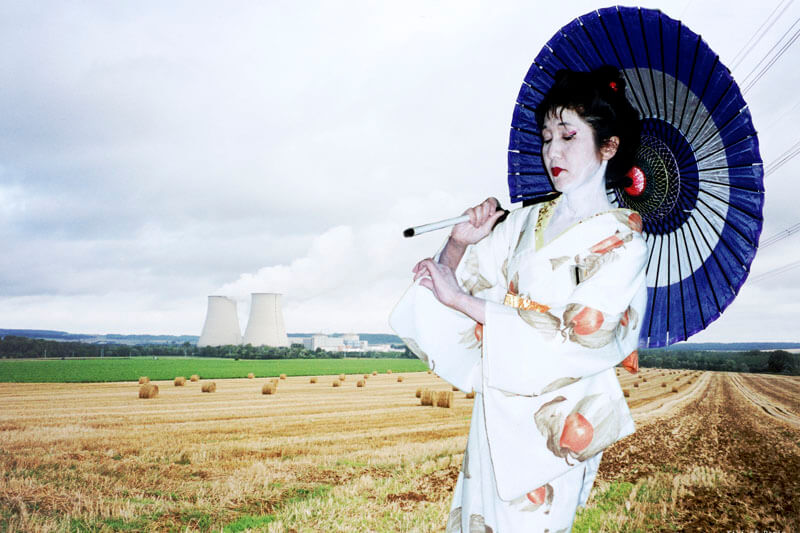
Merci pour tout – 1992 (France et Kyoto)

Kiki of Paris est le pseudonyme d'un photographe plasticien français né en 1945 à Paris.

## Biographie
Né à Paris après la Seconde Guerre mondiale, il se destine d’abord aux sciences humaines et sociales avant de se tourner vers le dessin et la peinture. À Montparnasse, le comédien Michel Simon le présente à l'écrivain Henry Miller qui lui conseille de se consacrer à la photographie. Cette rencontre fait prendre un tournant décisif à sa carrière.
Ses premiers clichés sont des documents ethnographiques ; à l’époque il travaille avec l’ethnologue Robert Jaulin. Kiki of Paris voyage en Asie, Europe centrale, Cuba, Jamaïque et, surtout, aux États-unis, où il réside quelque temps en Californie et dans le Nevada.
Au début des années 1990 il oriente son travail vers la photographie humaniste (Doisneau, Brassaï et surtout Willy Ronis qu’il rencontra souvent) puis il définit son nouveau cadre de travail en choisissant des thématiques fortes  comme la vie quotidienne, l’été italien, la fête…
En 1996, sur les conseils d'un collectionneur suisse, des investisseurs américains achètent ses grands formats. Kiki of Paris expose alors à Nassau, Seattle, Paris, Tokyo, Luxembourg et dans des expositions collectives. La série « Un été vénitien » obtient partout un grand succès, elle sera suivie d’une série réalisée à Berlin et en Europe centrale sur le thème de la fête foraine en hommage à Fernand Léger.
En 2006, le Comité Kiki of Paris a été créé, cette association a pour but de faire connaître l’œuvre de l’artiste et de délivrer des certificats d’authenticité.
Présent dans les grandes collections françaises et étrangères, ses travaux passent régulièrement dans les ventes publiques d'art contemporain.
Depuis 2000, Kiki of Paris est membre de l’ADAGP.

## Le quotidien, source d’inspiration… et d’exigence
Ethnologue de formation, Kiki of Paris observe ses contemporains et leurs interactions dans la cité. Cette spécificité fait profiter son œuvre d’analyses justes, parfois cruelles, et accentue la minutie de son travail d’approche et d’étude.
L’exigence se lit dans sa production, volontairement limitée. Pour quelques œuvres par an, des milliers de clichés sont irrémédiablement détruits. À titre d’exemple, certaines compositions comme « Le Messager » ont nécessité plus d’une année de recherches avant d’aboutir. L’artiste expose très peu, le plus souvent dans le cadre de réunions de collectionneurs privés.

## La théorie des Structures
Après avoir étudié le structuralisme appliqué à l’anthropologie culturelle et à la linguistique, puis les rapports mathématiques dans l’esthétique (en particulier les perspectives), Kiki of Paris publie, en 1999, « Structures primaires et polymorphes ».
Les œuvres sont parfois présentées avec un commentaire, une sorte de fil conducteur, comme si l’artiste voulait nous guider dans la profondeur du champ de ses expériences. 
Pour l’artiste, les structures primaires comprennent la réalité dans une fraction de temps: le sens est systémique, chacun y trouve ce qu'il y voit. Les structures polymorphes sont, quant à elles, composées d’une juxtaposition d’éléments qui apporte un sens révélateur qu’aucune des parties, prises séparément, ne peut permettre de saisir. Le travail de Kiki of Paris se distingue en cela de celui de Martin Parr, le maître de la photographie vernaculaire : alors que, pour ce dernier, les scènes ordinaires se suffisent à elles-mêmes dans ce qu’elles ont d’ironique et de pathétique, Kiki of Paris les mêle pour leur donner un sens nouveau.
Parmi les influences sur l’œuvre de Kiki of Paris, il faut noter les rencontres mêmes brèves qui ont orienté ses choix et son destin : Henry Miller bien entendu, mais aussi le metteur en scène américain Joseph Losey sans oublier les survivants de la beat generation de passage à Paris, notamment William Burroughs au regard si inquiétant d’après Kiki of Paris.
« Ce qui fabrique l’image c’est la culture, la photographie c’est un morceau de temps encapsulé, le résultat est une chimie composite, ajoutez à cela le « bon moment, l’instant T, celui de la rencontre entre l’idée, le concept, l’esthétique et un sujet bien cadré »
Kiki of Paris– Entretien avec le collectionneur suisse Abraham Gould, Venise 1998 

## Quelques commentaires sur son travail
« Exigeante, à rebours des lieux communs, votre œuvre photographique séduit par sa poésie. Cherchant à fixer l’imaginaire, votre regard transcende la réalité et le quotidien et fait surgir des images d’une grande créativité »

— Bertrand Delanoë

« Depuis l’enfance on l’appelle Kiki. Paris ce sont ses racines, ce qui donne sens à son existence. Plus tard, en Californie tout le monde l’appellera « Kiki of Paris. »

— Franckie Tacque, Kiki of Paris sera son blason, sa marque, ses armoiries.

## Expositions principales
- 1999 Telos Institute (Seattle)
- 2001 Nart Gallery  (Paris)
- 2002 Tokyo International Forum
- 2002 Atelier Visconti (Paris)
- 2002 Salon des Indépendants (Paris)
- 2004 Hype Gallery Palais de Tokyo (Paris)
- 2004 2009 Galerie ARTEnovance

## Publications
- 1984 Bars de nuit à Paris
- 1985 Fractures sociales, l'exemple de Belleville
- 1989 Obliques et perspectives
- 1999 Structures primaires et polymorphes
- 2001 Kiki of Paris (Telos Institute)